# MED19
MED19 (англ. Mediator complex subunit 19) – білок, який кодується однойменним геном, розташованим у людей на 11-й хромосомі. Довжина поліпептидного ланцюга білка становить 244 амінокислот, а молекулярна маса — 26 273.
| 10         |  | 20         |  | 30         |  | 40         |  | 50         |
| ---------- |  | ---------- |  | ---------- |  | ---------- |  | ---------- |
| MENFTALFGA |  | QADPPPPPTA |  | LGFGPGKPPP |  | PPPPPAGGGP |  | GTAPPPTAAT |
| APPGADKSGA |  | GCGPFYLMRE |  | LPGSTELTGS |  | TNLITHYNLE |  | QAYNKFCGKK |
| VKEKLSNFLP |  | DLPGMIDLPG |  | SHDNSSLRSL |  | IEKPPILSSS |  | FNPITGTMLA |
| GFRLHTGPLP |  | EQCRLMHIQP |  | PKKKNKHKHK |  | QSRTQDPVPP |  | ETPSDSDHKK |
| KKKKKEEDPD |  | RKRKKKEKKK |  | KKNRHSPDHP |  | GMGSSQASSS |  | SSLR       |

A: Аланін

C: Цистеїн

D: Аспарагінова кислота

E: Глутамінова кислота

F: Фенілаланін

G: Гліцин

H: Гістидин

I: Ізолейцин

K: Лізин

L: Лейцин

M: Метіонін

N: Аспарагін

P: Пролін

Q: Глутамін

R: Аргінін

S: Серин

T: Треонін

V: Валін

Кодований геном білок за функціями належить до активаторів, фосфопротеїнів. 
Задіяний у таких біологічних процесах, як транскрипція, регуляція транскрипції, альтернативний сплайсинг. 
Локалізований у ядрі.